# Epischura nordenskioldi
Epischura nordenskioldi är en kräftdjursart som beskrevs av Wilhelm Lilljeborg. Epischura nordenskioldi ingår i släktet Epischura och familjen Temoridae. Inga underarter finns listade i Catalogue of Life.